# پاول کوزنتسوف (وزنه‌بردار)
پاول کوزنتسوف (روسی: Павел Викторович Кузнецов؛ زادهٔ ۱۰ ژوئیهٔ ۱۹۶۱) وزنه‌بردار اهل اتحاد جماهیر شوروی سوسیالیستی بود.